# Epiphone Casino
Epiphone Casino – produkowana od 1958 roku gitara elektryczna firmy Epiphone z kolekcji Archtop o konstrukcji hollow body. Rozsławiona przez gitarzystów zespołu The Beatles, a w szczególności przez Johna Lennona. Lider tego zespołu upodobał sobie tę gitarę do tego stopnia, że firma Epiphone postanowiła uhonorować pamięć o muzyku produkując cztery historyczne modele sygnowane jego nazwiskiem.